# ريتشارد فرانكلين
ريتشارد فرانكلين (بالإنجليزية: Richard Franklin)‏ هو كاتب سيناريو ومخرج أسترالي، ولد في 15 يوليو 1948 في ملبورن في أستراليا، وتوفي بنفس المكان في 11 يوليو 2007 بسبب سرطان البروستاتا.

## وصلات خارجية
- ريتشارد فرانكلين على موقع IMDb (الإنجليزية)
- ريتشارد فرانكلين على موقع ألو سيني (الفرنسية)
- ريتشارد فرانكلين على موقع ميوزك برينز (الإنجليزية)
- ريتشارد فرانكلين على موقع أول موفي (الإنجليزية)
- ريتشارد فرانكلين على موقع قاعدة بيانات الأفلام السويدية (السويدية)
- ريتشارد فرانكلين على موقع قاعدة بيانات الفيلم (الإنجليزية)
- ريتشارد فرانكلين على موقع كينوبويسك (الروسية)